# Акимочкин, Пётр Михайлович

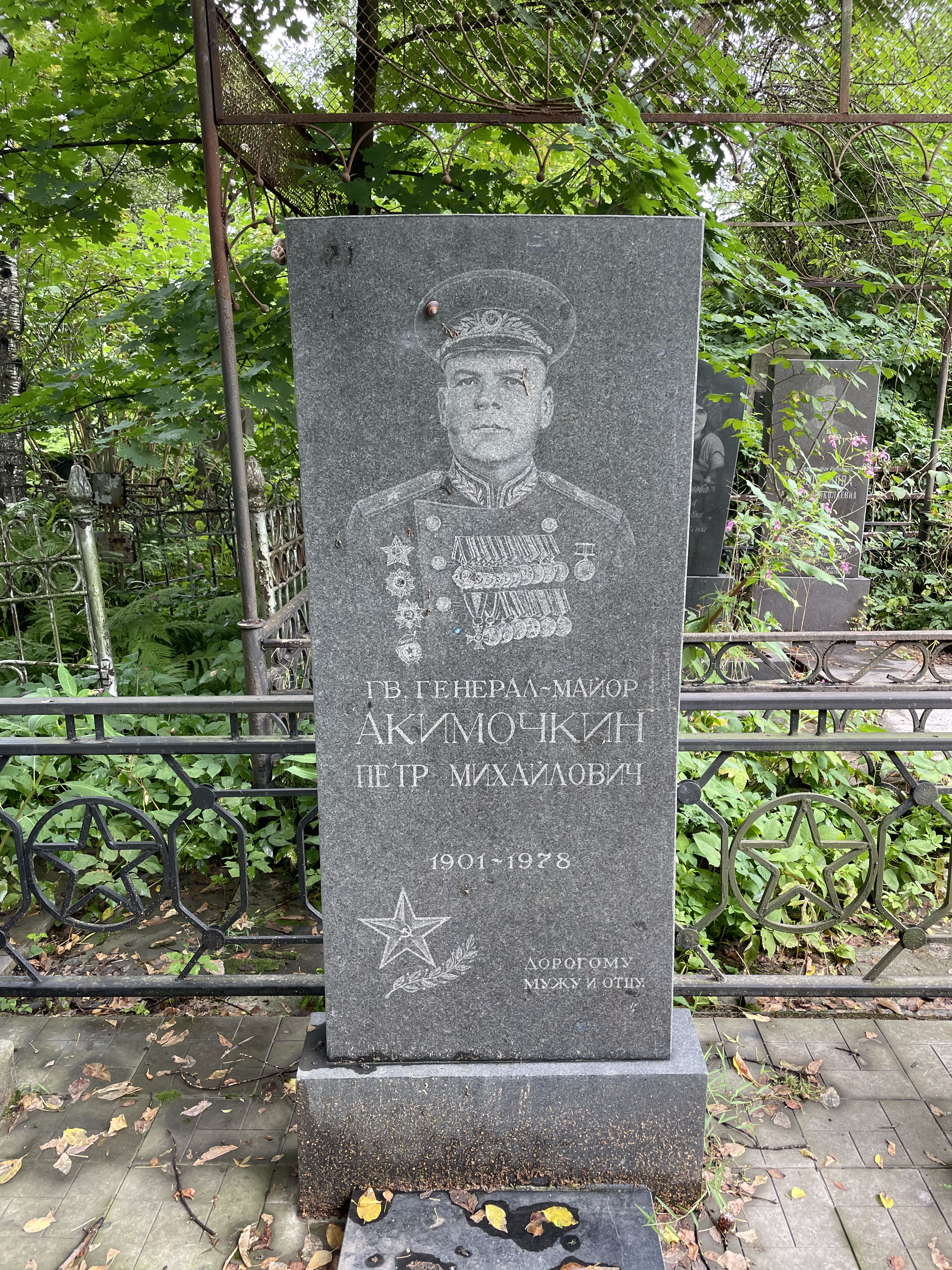
Могила Петра Акимочкина на Осетинском кладбище, Владикавказ

Пётр Михайлович Акимочкин (1901—1978) — советский военачальник, генерал-майор (1944), участник Гражданской и Великой Отечественной войн.

## Биография
Родился 15 февраля 1901 в селе Кушки Кушкинскую волость Темниковского уезда Тамбовской губернии (ныне в Темниковском районе Республики Мордовия).
С 1920 года призван в ряды РККА, служил красноармейцем в 20-м и 21-м стрелковых полках. С 1921 по 1922 год обучался во 2-й Московской пехотной школе. С 1922 по 1924 год служил в 45-й стрелковой дивизии в должностях командира взвода и помощника командира роты 133-го стрелкового полка, участник Гражданской войны. С 1924 по 1925 год служил в Севастопольской военной школы лётчиков в должности командира взвода караульной команды. С 1925 по 1938 год служил в 299-м стрелковом полку в должностях командира взвода, роты, начальником полковой школы, командиром батальона и помощником командира этого полка по хозяйственной и строевой части. В 1930 и в 1936 годах окончил Курсы комсостава «Выстрел». С 1938 по 1940 год — командир 176-го стрелкового полка в составе 46-й стрелковой дивизии. С 1940 по 1941 год — командир 311-го стрелкового полка. В 1941 году окончил ускоренный курс Военной академии Генерального штаба РККА имени К. Е. Ворошилова..
С ноября 1941 по сентябрь 1942 года — командир 34-й Отдельной курсантской стрелковой бригады в составе 49-й армии Западного фронта, бригада участвовала в Тульской, Калужской и Ржевско-Вяземской стратегических операциях, которые являлись неотъемлемой частью Московской наступательной операции. 12 апреля 1942 года в бою у деревне Павлово получил ранение. С сентября 1942 по май 1943 года — командир 30-й отдельной лыжной бригады в составе войск Брянского и Центрального фронтов, в составе конно-механизированной группы генерала В. В. Крюкова бригада участвовала в Дмитриев-Севской наступательной операции и в освобождении города Севска. С 1943 по 1944 год — командир 15-й мотострелковой бригады в составе 16-го танкового корпуса, бригада под его руководством участвовала в Орловской и Черниговско-Припятской наступательных операциях. С 18 января 1944 года в составе 2-й танковой армии бригада участвовала в Корсунь-Шевченковской и Уманско-Ботошанской наступательных операциях. С 1944 по 1945 год — заместитель командира 1-го механизированного корпуса по строевой части в составе 1-го Белорусского фронта участвовал в Висло-Одерской и Берлинской стратегических операциях.
В 1945 году окончил КУКС при Военной академии бронетанковых войск РККА имени И. В. Сталина. С 1945 по 1946 год — заместитель командира 1-й механизированной дивизии по строевой части в составе ГСВГ. С июля 1946 по  май 1947 года являлся командиром этой дивизии. С 1947 по 1949 год — заместитель командира 19-й механизированной и 1-й гвардейской механизированной дивизий. С 1949 по 1950 год — заместитель командира 12-го горнострелкового корпуса по бронетанковым войскам. С 1950 по 1954 год — заместитель командующего бронетанковых и механизированных войск Северо-Кавказского военного округа.
С 1954 года в запасе.
Скончался 18 июля 1978 года во Владикавказе. Похоронен на Осетинском кладбище.

## Награды
- Орден Ленина (06.11.1945)
- пять орденов Красного Знамени (21.07.1942, 01.09.1943, 28.03.1944, 03.11.1944, 15.11.1950)
- Орден Суворова II степени (17.05.1944)
- Орден Кутузова II степени (31.05.1945)
- Орден Отечественной войны I степени (08.04.1944)
- Медаль «За оборону Москвы» (27.10.1944)
- Медаль «За освобождение Варшавы» (09.06.1945)
- Медаль «За победу над Германией в Великой Отечественной войне 1941—1945 гг.» (23.06.1945)[7][8]

## Память
- Почётный гражданин городов Юхнов (Калужская область) и Бельцы (Молдавия)[1]